# Cerkiew św. Aleksandra Newskiego w Warszawie (Cytadela)
Cerkiew św. Aleksandra Newskiego w Cytadeli Warszawskiej – niezachowana cerkiew prawosławna wybudowana w latach 1834–1835 i zburzona w ramach akcji rewindykacji cerkwi prawosławnych po odzyskaniu niepodległości przez Polskę. 

## Opis
Była to pierwsza cerkiew prawosławna wzniesiona w Warszawie po powstaniu listopadowym. Miała służyć żołnierzom rosyjskim służącym na terenie Cytadeli. Została zaprojektowana przez Andrzeja Gołońskiego w stylu klasycystycznym, na planie krzyża greckiego. Ogólne wymiary budynku wynosiły 32 metry długości i 17 szerokości. Fasadę budynku zdobił rząd pilastrów oraz płaskorzeźba Oka Opatrzności. We wnętrzu cerkwi znajdował się jednorzędowy ikonostas z ikonami Chrystusa Zbawiciela, Matki Bożej, św. Aleksandra Newskiego i św. Mikołaja Cudotwórcy. W latach 1896–1897 była remontowana.
Cerkiew miała stanowić uniwersalny wzór dla budynków sakralnych wznoszonych na potrzeby stacjonujących w Królestwie Polskim rosyjskich jednostek wojskowych. Obok niej została wzniesiona dzwonnica z siedmioma dzwonami. Wycofując się z Warszawy Rosjanie zabrali ze sobą większość wyposażenia. Będąca w złym stanie technicznym cerkiew została przebudowana w latach 1927–30 na kościół parafialny wojskowy św. Jerzego. We wrześniu 1939 budynek został nieznacznie uszkodzony. Zrujnowany w trakcie walk w powstańczych w 1944 roku, został rozebrany w tym samym czasie, co sobór św. Jerzego w Modlinie,  wystawiony w latach 1835–37 według projektu cerkwi św. Aleksandra Newskiego.